# جامع البختي
جامع البختي هو من مساجد سوريا التاريخية يقع في حلب.

## تاريخ الجامع
شيده وأنشأه عيسى بن موسى الكردي في عهد السلطان الناصر يوسف الثاني.